# Kecamatan Cipanas
Kecamatan Cipanas är ett distrikt i Indonesien.   Det ligger i provinsen Banten, i den västra delen av landet, 70 km sydväst om huvudstaden Jakarta.